# Søre Midtmaradalstindene
De Søre Midtmaradalstindene is een berg behorende bij de gemeente Årdal in de provincie Sogn og Fjordane in Noorwegen. De berg, gelegen in Nationaal park Jotunheimen, heeft een hoogte van 1959 meter.
De Søre Midtmaradalstindene is onderdeel van het gebergte Hurrungane.